# Театр Вест-Энда

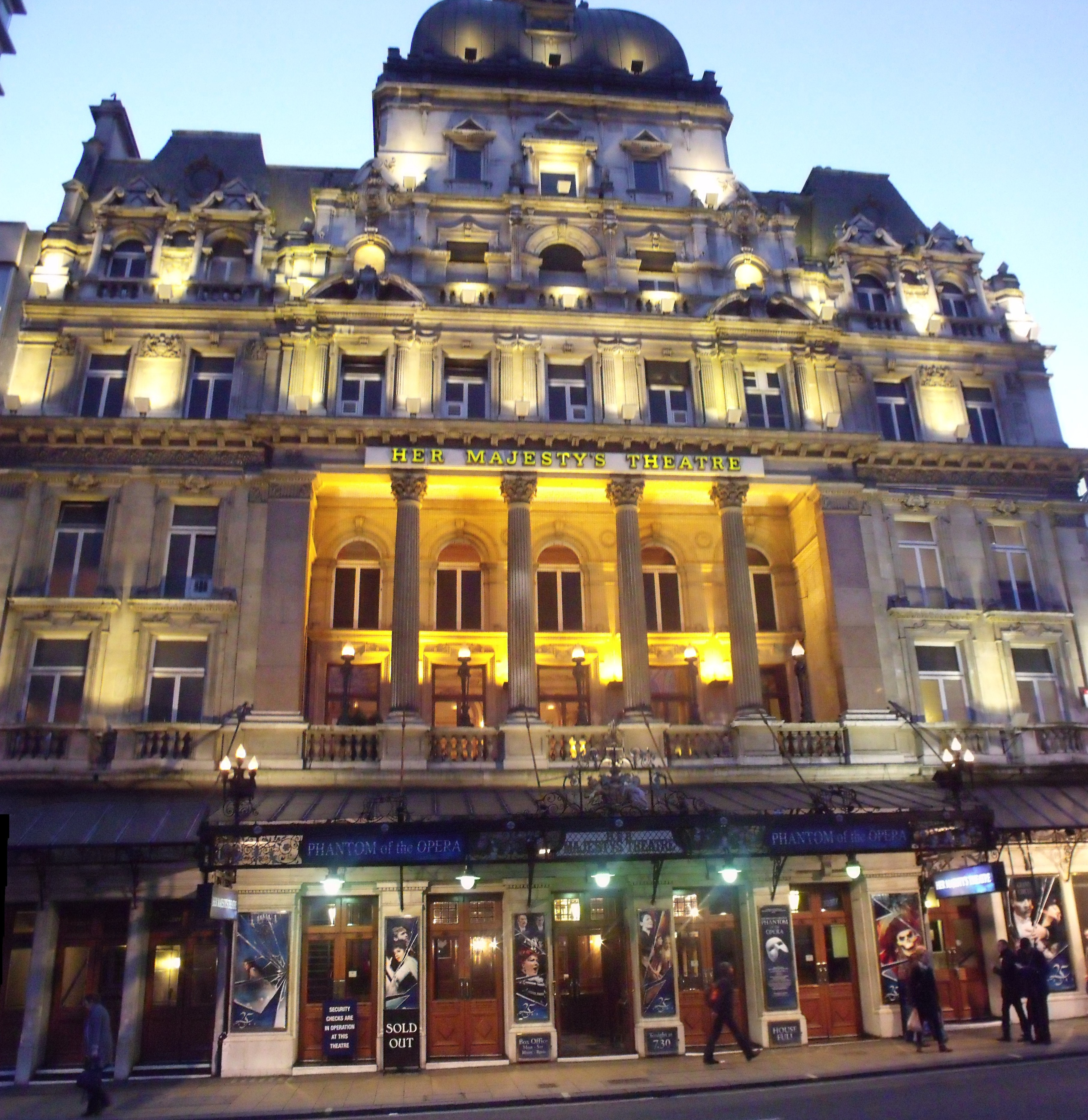
«Театр Её Величества» в Вест-Энде

Театр Вест-Энда (англ. West End theatre) — совокупность сценических площадок в районе Вест-Энда (Лондон, Великобритания). Наряду с театром Бродвея в Нью-Йорке, являются яркими выразителями современного англоязычного профессионального театра коммерческой направленности. Посещение того или иного шоу в Вест-Энде является практически обязательной частью любой туристической программы в британской столице. В 2013 году представления посетили более 14,5 миллионов зрителей, а суммарная выручка превысила 585 миллионов фунтов стерлингов.

## История театральных традиций Вест-Энда
Более трёх столетий этот район являлся центром развлечений Лондона. До первой четверти XIX века в местных театрах преобладали драматические произведения. Более доступная и развлекательная мелодрама, а позже музыкальные спектакли, мюзиклы появились здесь около двухсот лет тому назад. В те времена осуществление театральной деятельности, связанное с «высокими» драматическими постановками, требовало получения королевской лицензии. Практически, во времена Реставрации Стюартов, ею владели только две компании — King’s Company и Duke’s Company, которые принадлежали правящему монарху Карлу II и его брату Якову, Герцогу Йоркскому. Музыкальные же спектакли более «лёгкие», развлекательные соблюдения этих формальностей не предусматривали. Это отличие легло в основу интенсивного развития театров лондонского Вест-Энда.
В настоящее время в этом районе расположено около сорока сценических площадок, хотя некоторые из них расположены за формальными территориальными границами, но по традиции причисляются к Вест-Энду (например, Apollo Victoria Theatre). Фактически они являются только помещениями без постоянной труппы и дирекции. Здания, абсолютное большинство которых построено в Викторианскую и Эдвардианскую эпохи, представляют собой объекты коммерческой недвижимости и находятся в частной собственности. По действующему законодательству профильное использование этих помещений изменено быть не может. Здания предоставляются в аренду продюсерским компаниям, которые самостоятельно, на свой страх и риск, определяют репертуар, подбирают актёров, решают все без исключения творческие вопросы. Традиционно в каждом театре идёт только одна постановка, причём количество спектаклей определяет только рынок, её популярность у зрителя.
В последние двадцать лет отмечается естественная в современных экономических условиях глобализация коммерческого театрального проката в Вест-Энде. К концу 2016 года три четверти из 40 местных театров принадлежало или находилось под управлением четырёх компаний: Ambassador Theatre Group (10 объектов), Delfont Mackintosh Theatres (8 объектов, главный собственник — театральный продюсер Камерон Макинтош), Really Useful Theatres (6 объектов, собственник — композитор Эндрю Ллойд Уэббер) и Nimax Theatres (6 объектов). Эти компании выстраивают процесс создания музыкального спектакля как производственный цикл: от подготовки либретто и музыкальной партитуры до проката, дистрибуции и защиты авторских прав. При этом доли владения или управления объектами недвижимости и доли обладания зарегистрированными правами на произведения интеллектуальной собственности значительно отличаются. Компания Ллойда Уэббера имеет права на 21 постановку, вероятно, наиболее популярных в мире: все работы композитора, а также «Звуки музыки», «Удивительный волшебник из страны Оз» и других, а компания Камерона Макинтоша — на 11, в том числе на столь знаменитые как «Оливер!», «Отверженные» и «Мисс Сайгон».

## Наиболее продолжительные по прокату спектакли
Наибольшее количество представлений в театрах Вест-Энда выдержали следующие постановки:

1. Мышеловка  — с 1952 года по настоящее время, 27600 представлений, 13 возобновлённых редакций.
2. Отверженные — с 1985 года по настоящее время, более 13700 представлений, 3 возобновлённые редакции.
3. Призрак оперы — с 1986 года по настоящее время, более 13450 представлений, бессменно идёт в Театре Её Величества.
4. Женщина в чёрном — с 1989 года по настоящее время, более 12100 представлений, бессменно идёт в Fortune Theatre .
5. Братья по крови — с 1988 по 2012 год, 10013 представлений.
6. Кошки — с 1981 по 2002 год, 8949 представлений.
7. Mamma Mia! — с 1999 года по настоящее время, более 8300 представлений, 3 возобновлённые редакции.
8. Король Лев — с 1999 года по настоящее время, более 8000 представлений, неизменно идёт в театре Лицеум.
9. Звёздный Экспресс — 1984 по 2002 год, 7406 представлений.
10. Никакого секса, пожалуйста, мы британцы — с 1971 по 1987 год, 6761 представлений.
11. Stomp (танцевальное шоу) — с 2002 года по 2018 год, более 6512 представлений, 2 возобновлённые редакции.
12. Чикаго — с 1997 по 2012 год, 6187 представлений, 3 возобновлённые редакции.
13. Злая — с 2006 года по настоящее время, более 5200 представлений, неизменно идёт в Apollo Victoria Theatre.
14. История Бадди Холли — с 1989 по 2002 год, 5140 представлений, 2 возобновлённые редакции.
15. We Will Rock You — с 2002 по 2014 год, 4659 представлений.
16. Триллер — с 2009 по 2020 год, 4657 представлений..
17. Билли Эллиот — с 2005 по 2016 год, 4566 представлений.
18. Мисс Сайгон — с 1989 по 1999 год, 4264 представления.
19. Парни из Джерси — с 2008 по 2017 год, 3787 представлений.
20. Полное собрание сочинения Уильяма Шекспира (сокращённое) — с 1996 по 2005 год, 3744 представлений
21. 39 шагов — с 2006 по 2015 год, 3731 представление
22. Иисус Христос — суперзвезда — с 1972 по 1980 год, 3357 представлений
23. Я и моя девушка — с 1985 по 1993 год, 3301 представление
24. Матильда — с 2011 года по настоящее время, более 3200 представлений, театр Кэмбридж

## Список театров Вест-Энда
| Театр                                             | Адрес (улица)         | Вместимость (зрителей) | Собственник/Управляющая компания | Текущее шоу                      | Тип шоу             | Премьера              | Планируемое закрытие |
| ------------------------------------------------- | --------------------- | ---------------------- | -------------------------------- | -------------------------------- | ------------------- | --------------------- | -------------------- |
| Театр Адельфи (Adelphi Theatre)                   | Стрэнд, 409—412       | 1436 мест              | Really Useful Theatres           | Хелло, Долли!                    | мюзикл              | 27 августа 2020 года  | не планируется       |
| Театр Олдвич (Aldwych Theatre)                    | Олдвич, 49            | 1176 мест              | Nederlander Organization         | Тина                             | мюзикл              | 17 апреля 2018 года   | не планируется       |
| Театр Амбассадорз (Ambassadors Theatre)           | Вест-стрит            | 450 мест               | Ambassador Theatre Group         |                                  |                     |                       |                      |
| Театр Аполло (Apollo Theatre)                     | Шафтсбери-авеню       | 658 мест               | Nimax Theatres                   | Все говорят о Джейми             | мюзикл              | 22 ноября 2017 года   | не планируется       |
| Театр Аполло Виктория (Apollo Victoria Theatre)   | Уилтон-роад           | 2384 мест              | Ambassador Theatre Group         | Злая                             | мюзикл              | 27 сентября 2006 года | не планируется       |
| Артс-театр (Arts Theatre)                         | Грит-Ньюпорт-стрит    | 350 мест               | JJ Goodman Ltd.                  | Шесть                            | мюзикл              | 29 января 2019 года   | не планируется       |
| Театр Кембридж (Cambridge Theatre)                | Орлхэм-стрит          | 1283 места             | Really Useful Theatres           | Матильда                         | мюзикл              | 24 ноября 2011 года   | не планируется       |
| Театр Критерион (Criterion Theatre)               | Площадь Пикадилли     | 591 место              | Criterion Theatre Trust          |                                  |                     |                       |                      |
| Театр Доминион (Dominion Theatre)                 | Тоттнем-Корт-роуд     | 2001 место             | Nederlander Organization         | Принц Египта                     | мюзикл              | 25 февраля 2020 года  | не планируется       |
| Театр Герцогини (Duchess Theatre)                 | Кэтрин-стрит          | 494 места              | Nimax Theatres                   | Пьеса, в которой всё наперекосяк | пьеса               | 14 сентября 2014 года | не планируется       |
| Театр Герцога Йоркского (Duke of York’s Theatre)  | Сант-Мартин-лейн      | 650 мест               | Ambassador Theatre Group         |                                  |                     |                       |                      |
| Театр Фортуна (Fortune Theatre)                   | Рассел-стрит          | 440                    | Ambassador Theatre Group         | Женщина в чёрном                 | пьеса               | 7 июня 1989 года      | не планируется       |
| Театр Гаррик (Garrick Theatre)                    | Чарринг-Кросс-роуд, 2 | 718 мест               | Nimax Theatres                   | Город ангелов                    | мюзикл              |                       | 5 сентября 2020 года |
| Театр Гилгуд (Gielgud Theatre)                    | Шафтсбери-авеню, 35   | 889 мест               | Delfont Mackintosh Theatres      |                                  |                     |                       |                      |
| Театр Гарольда Пинтера (Harold Pinter Theatre)    | Пантон-стрит          | 796                    | Ambassador Theatre Group         |                                  |                     |                       |                      |
| Театр Её Величества (Her Majesty’s Theatre)       | Хеймаркет             | 1161 мест              | Really Useful Theatres           | Призрак Оперы                    | мюзикл              | 9 октября 1986 года   | не планируется       |
| Лондон Палладиум (London Palladium)               | Аргайл-стрит          | 2286 мест              | Really Useful Theatres           |                                  |                     |                       |                      |
| Театр Лицеум                                      | Веллингтон-стрит      | 2100 мест              | Ambassador Theatre Group         | Король Лев                       | мюзикл              | 19 октября 1999 года  | не планируется       |
| Театр Лирик (музыкальной комедии) (Lyric Theatre) | Шафтсбери-авеню       | 915 мест               | Nimax Theatres                   |                                  |                     |                       |                      |
| Театр Джиллиан Линн                               | Друри-лейн, 166       | 1108 мест              | Really Useful Theatres           | Золушка                          | мюзикл              | 28 октября 2020 года  | не планируется       |
| Театр Ноэла Кауарда (Noël Coward Theatre)         | Сант-Мартин-лейн      | 872 мест               | Delfont Mackintosh Theatres      | Дорогой Эван Хэнсен              | мюзикл              | 19 ноября 2019 года   | не планируется       |
| Театр Новелло (Novello Theatre)                   | Олдвич                | 1143 мест              | Delfont Mackintosh Theatres      | Mamma Mia!                       | мюзикл              | 6 сентября 2012 года  | не планируется       |
| Театр Палас (Palace Theatre)                      | Шафтсбери-авеню       | 1400 мест              | Nimax Theatres                   | Гарри Поттер и Проклятое дитя    | пьеса               | 30 июля 2016 года     | не планируется       |
| Театр Феникс (Phoenix Theatre)                    | Чарринг-кросс-роуд    | 1000 мест              | Ambassador Theatre Group         | Прилетевшие издалека             | мюзикл              | 18 февраля 2019 года  | не планируется       |
| Театр Пикадилли (Piccadilly Theatre)              | Денмен-стрит          | 1200 мест              | Ambassador Theatre Group         | Красотка                         | мюзикл              | 1 марта 2020 года     | 2 января 2021 года   |
| Театр Плэйхаус (Playhouse Theatre)                | Кревен-стрит          | 786 мест               | Ambassador Theatre Group         |                                  |                     |                       |                      |
| Театр Принца Эдварда (Prince Edward Theatre)      | Олд-Комптон-стрит     | 1618 мест              | Delfont Mackintosh Theatres      | Мэри Поппинс                     | мюзикл              | 13 ноября 2019 года   | не планируется       |
| Театр Принца Уэльского (Prince of Wales Theatre)  | Ковентри-стрит        | 1160 мест              | Delfont Mackintosh Theatres      | Книга мормона                    | мюзикл              | 21 марта 2013 года    | не планируется       |
| Театр Сондхайма (Sondheim Theatre)                | Шафтсбери-авеню       | 1099 мест              | Delfont Mackintosh Theatre       | Отверженные                      | мюзикл              | 12 апреля 2004 года   | не планируется       |
| Театр Савой (Savoy Theatre)                       | Стрэнд                | 1158 мест              | Ambassador Theatre Group         |                                  |                     |                       |                      |
| Театр Шафтсбери (Shaftesbury Theatre)             | Шафтсбери-авеню       | 1400 мест              | The Theatre of Comedy Company    | И Джульетта                      | мюзикл              | 20 ноября 2019 года   | не планируется       |
| Театр Св. Мартина (St Martin’s Theatre)           | Вест-стрит            | 550 мест               | Stephen Waley-Cohen              | Мышеловка                        | пьеса               | 25 марта 1974 года    | Не планируется       |
| Театр на Друри-Лейн (Theatre Royal, Drury Lane)   | Кэтрин-стрит          | 2196 мест              | Really Useful Theatres           | Холодное сердце                  | мюзикл              | 11 ноября 2020 года   | не планируется       |
| Театр Ройал Хеймаркет (Theatre Royal Haymarket)   | Хеймаркет             | 888 мест               | Crown Estate                     | Только дураки и лошади           | мюзикл              | 19 февраля 2019 года  | не планируется       |
| Трафальгарская студия (Trafalgar Studios)         | Уайтхолл              | 380 мест               | Ambassador Theatre Group         |                                  |                     |                       |                      |
| Театр Водевиль (Vaudeville Theatre)               | Стрэнд                | 681 мест               | Nimax Theatres                   | Магия наперекосяк                | развлекательное шоу | 8 января 2020 года    | не планируется       |
| Театр Виктория Палас (Victoria Palace Theatre)    | Виктория-стрит        | 1517 мест              | Delfont Mackintosh Theatres      | Гамильтон                        | Мюзикл              | 21 декабря 2017 года  | не планируется       |
| Театр Уиндхэмс (Wyndham’s Theatre)                | Сант-Мартин-корт      | 750 мест               | Delfont Mackintosh Theatres      |                                  |                     |                       |                      |

## Комментарии
1. ↑  После окончания ремонта и реставрации театра.